# محمد حمادة (سياسي)
محمد حمادة (1977-2023) باحث فلسطيني ومختص في شؤون الإحتلال الإسرائيلي. من سكان صور باهر في مدينة القدس، اعتقلته قوات الإحتلال الإسرائيلي عام 1997 وقضى بالسجن 14 عام، وفي عام 2011 تم الإفراج عنه ضمن صفقة وفاء الأحرار وأُبعد إلى قطاع غزة. شغل حمادة منصب عضو المكتب الإعلامي في حركة حماس والناطق باسمها في مدينة القدس.
أُغتيل حمادة في مخيم جباليا خلال شهر نوفمبر 2023 وهو المُبعد المقدسي الثالث الذي يغتاله الإحتلال في قطاع غزة وذلك خلال الرد الإسرائيلي على عملية طوفان الأقصى، بعد الشقيقين طارق وعبد الناصر الحليسي من بلدة سلوان اللذان ارتقيا مع 10 من أفراد عائلتهما. كما استهدف الإحتلال منزل المقدسي المبعد شعيب أبواسنينة وأصابه مع أفراد من عائلته.
وكانت حركة حماس قد نعته وأعلنت عن اغتياله في 25 نوفمبر 2023 بقصفٍ إسرائيلي بالتزامن مع إعلان الحركة اغتيال إسرائيل لفرسان خليفة وهو أحد قادة الحركة.